# کتی کیلر
کتی کیلر (انگلیسی: Kathy Keeler؛ زادهٔ ۳ نوامبر ۱۹۵۶) قایقران روئینگ اهل ایالات متحده آمریکا بود.
وی در مسابقات کشوری و بین‌المللی در مجموع برندهٔ ۱ مدال طلا شده‌است.